# Márton Dina
Márton Dina (ur. 11 kwietnia 1996 w Budapeszcie) – węgierski kolarz szosowy, górski i przełajowy.
Początkowo uprawiał nie tylko kolarstwo szosowe, ale także przełajowe i górskie – w pierwszej z tych dyscyplin stawał na podium mistrzostw kraju w rywalizacji juniorów i U23, a w drugiej także w kategorii elity.
Kolarstwo trenował również jego brat, Dániel Dina.

## Osiągnięcia

### Kolarstwo szosowe
Opracowano na podstawie:

2016
- 2. miejsce w mistrzostwach Węgier U23 (start wspólny)

2018
- 2. miejsce w mistrzostwach Węgier (start wspólny)

2019
- 3. miejsce w Grand Prix Gazipaşa
- 2. miejsce w Tour de Hongrie

2023
- 3. miejsce w Flèche du Sud

## Rankingi

### Kolarstwo szosowe
| Rok             | 2016  | 2017 | 2018  | 2019 | 2020 | 2021  | 2022 | 2023 | 2024 |
| --------------- | ----- | ---- | ----- | ---- | ---- | ----- | ---- | ---- | ---- |
| World Ranking   | 2606. | -    | 1064. | 593. | 749. | 2339. | 761. | 341. | 306. |
| UCI Europe Tour | 1756. | -    | 667.  | 448. | 600. | 1561. | 576. | -    | -    |
|                 |       |      |       |      |      |       |      |      |      |
| Źródło: UCI     |       |      |       |      |      |       |      |      |      |